# Бензодиазепины

Структурная формула бензодиазепинов

Бензодиазепи́ны — класс психоактивных веществ со снотворным, седативным, анксиолитическим (уменьшение тревожности), миорелаксирующим и противосудорожным эффектами. Действие бензодиазепинов связано с воздействием на рецепторы ГАМК (гамма-аминомасляной кислоты). Многие из них являются транквилизаторами, некоторые используются как снотворные средства. В большей или меньшей степени бензодиазепинам свойственно противосудорожное действие, некоторые из них используют исключительно для борьбы с эпилепсией. Бензодиазепины входят в широкую группу депрессантов центральной нервной системы.
Их применяют для лечения и снятия симптомов тревожных расстройств, бессонницы, возбуждения, эпилептических припадков, мышечных спазмов, а также синдрома физической отмены (алкоголя, наркотиков). Известна эффективность бензодиазепинов для лечения панических атак, вызванных приёмом галлюциногенов.
При долговременном использовании могут вызывать привыкание и физическую зависимость.

## История

Молекулярная структура хлордиазепоксида, первого синтезированного бензодиазепина.

Первый бензодиазепин, хлордиазепоксид, был синтезирован в 1955 году Лео Стернбахом во время работы в Hoffmann–La Roche по разработке транквилизаторов. Фармакологические свойства первоначально полученных соединений были неутешительными, и Стернбах прекратил проект. Два года спустя, в апреле 1957 года сотрудник Эрл Ридер во время генеральной уборки в лаборатории заметил «красивое кристаллическое» соединение, оставшееся после закрытого проекта. Это соединение, позже получившее название хлордиазепоксид, не было испытано в 1955 году, так как Стернбах сосредоточился в других работах. Но затем при испытаниях на животных у этого вещества обнаружились очень сильные седативный, противосудорожный и миорелаксирующий эффекты. Эти данные привели к его быстрому внедрению в клиническую практику во всём мире в 1960 году под торговой маркой «Либриум».
В 1959 году был синтезирован диазепам, который стал продаваться компанией Hoffmann-La Roche под торговой маркой «Валиум» в 1963 году. Оксазепам, метаболит диазепама, был синтезирован в 1961 году Беллом. В 1971 году синтезировали лоразепам, производное оксазепама, с целью создания более сильного бензодиазепина. В 1976 году был создан мидазолам, первый водорастворимый бензодиазепин, применяемый на практике. Внедрение бензодиазепинов привело к уменьшению назначений барбитуратов, и в 1970-х годах они в значительной степени заменили старые препараты для седативного и снотворного применения.
Новая группа препаратов первоначально была встречена медиками с оптимизмом, но постепенно стали возникать проблемы — в частности, в 1980-х годах обнаружился риск зависимости. Уникальная особенность истории применения бензодиазепинов в том, что из-за них был подан крупнейший в истории групповой иск против производителей лекарственных препаратов в Великобритании, в котором участвовали 14 000 пациентов и 1800 юридических фирм, утверждавших, что производители знали о способности вызывать зависимость, но намеренно скрывали эту информацию от врачей. В то же время 117 врачей общей практики и 50 органов здравоохранения получили иски от пациентов на возмещение ущерба за вредные последствия зависимости и отмены препаратов. Это привело к тому, что врачи стали требовать юридически оформленное согласие своих пациентов и адекватно предупреждать их до начала лечения бензодиазепинами о рисках зависимости и отмены. Вина производителей лекарственных средств доказана не была.
В 2010 году прежде засекреченные документы совещания экспертов Медицинского Исследовательского Совета (MRC, Великобритания) показали, что MRC было известно об исследовании, проведённом 30 лет назад, в ходе которого[стиль] предположили, что бензодиазепины могут вызывать повреждения головного мозга у некоторых[стиль] людей, подобные тем, что возникают при алкоголизме, но дальнейшие крупные клинические исследования по данной проблеме в то время проводить не стали. MRC в 1980-х годах отклонил предложения о проведении исследований профессором Лэйдером (Lader), а в 1995 году — предложения профессора Эштона по изучению действия длительно принимаемых бензодиазепинов на головной мозг. В ответ на эти обвинения MRC заявил, что всегда был открыт для предложений по исследованиям в этой области, если они отвечают требуемым стандартам.
Хотя появились антидепрессанты с анксиолитическим эффектом и возросла осведомлённость о побочных эффектах бензодиазепинов, количество выписанных рецептов на бензодиазепины с коротким периодом действия для устранения тревоги существенно не снизилось. При лечении бессонницы бензодиазепины в настоящее время менее популярны, чем небензодиазепины, к которым относят, например, золпидем, залеплон, зопиклон. Небензодиазепины отличаются молекулярным строением, но, тем не менее, они воздействуют на те же бензодиазепиновые рецепторы и вызывают аналогичный седативный эффект.

## Фармакология
Бензодиазепины обладают схожей химической структурой, и их воздействие на организм человека обусловлено в основном аллостерической модификацией особого вида нейромедиаторных рецепторов, ГАМКА-рецепторов, что увеличивает проводимость этого тормозного канала. Это приводит к возникновению как терапевтических, так и побочных эффектов бензодиазепинов. Известны также другие, менее важные механизмы действия.

### Химические свойства
Термин «бензодиазепин» означает химическое название гетероциклического соединения, образуемого путём соединения бензольной и диазепиновой кольцевой системы:40-3. По номенклатуре Ганча — Видмана, диазепин — гетероцикл с двумя атомами азота, пятью атомами углерода и максимально возможным числом кумулятивных двойных связей. Префикс «бензо-» обозначает бензольное кольцо, соединённое с диазепиновым.
Небензодиазепины связываются с тем же сайтом ГАМК-рецепторов, что и бензодиазепины, и обладают сходными фармакологическими свойствами. Хотя небензодиазепины структурно не связаны с бензодиазепинами, оба класса препаратов обладают общим фармакофором, что объясняет их общий сайт связывания с рецептором.

### Механизм действия
Бензодиазепины, аллостерически взаимодействуя с ГАМКА-рецепторами, увеличивают сродство гамма-аминомасляной кислоты (ГАМК) к этим рецепторам, тем самым увеличивается поступление ионов хлора внутрь нейронов и повышается тормозной постсинаптический потенциал, что снижает возбудимость нейронов.

Схематическая диаграмма (α1)_{2}(β2)_{2}(γ2) ГАМК_{A}-рецепторного комплекса, который представлен 5 белковыми субъединицами, формирующими рецептор, пору хлоридного (Cl^{-}) ионного канала в центре, 2 ГАМК-связывающих сайта на границе α_{1} и β_{2} и сайт аллостерического связывания бензодиазепинов на границе α_{1} и γ_{2}.

Гамма-аминомасляная кислота (ГАМК) снижает возбудимость нейронов, связываясь с ГАМКА-рецепторами. ГАМКА-рецептор — гетеромерный белковый комплекс, расположенный в синапсах нейронов и состоящий из пяти субъединиц, наиболее распространённая комбинация которых — две α, две β и одна γ (α2β2γ). У каждой субъединицы есть множество подтипов (α1-6, β1-3, γ1-3 и др.). ГАМКА-рецепторы, образуя различные комбинации подтипов субъединиц, обладают различными свойствами, распределением в головном мозге, фармакологическими и клиническими эффектами. Кроме того, подтипы ГАМКА-рецепторов по-разному распределены в различных областях головного мозга. Следовательно, активация бензодиазепинами различных подтипов ГАМКА-рецепторов может привести к различным фармакологическим эффектам.
Все ГАМКА-рецепторы содержат ионные каналы, которые пропускают ионы хлора через клеточные мембраны внутрь нейронов, и два сайта связывания нейромедиатора ГАМК, а некоторые подвиды ГАМКА-рецепторных комплексов содержат, кроме того, один сайт связывания бензодиазепинов. Последние называют также бензодиазепиновыми рецепторами.
Бензодиазепины прикрепляются в области границы α и γ-субъединиц ГАМКА-рецепторов. Для прикрепления также необходимо, чтобы α-субъединицы содержали аминокислотный остаток гистидина (то есть α1, α2, α3 и α5). По этой причине бензодиазепины не проявляют сродство к ГАМКА-рецепторам, содержащим α4 и α6 субъединицы с аргининовым остатком.
После связывания бензодиазепиновый лиганд замыкает ГАМКА-рецептор в такую конформацию, при которой он имеет бо́льшее сродство к нейромедиатору ГАМК. При этом учащается открытие ионных каналов, через которые ионы хлора поступают сквозь клеточные мембраны внутрь нейронов. Возникает гиперполяризация постсинаптической мембраны и устойчивость нейронов к возбуждению.
Тормозящее действие ГАМК потенциируется, что приводит к седативному и анксиолитическому эффектам. Помимо этого, различные бензодиазепины могут иметь различное сродство к бензодиазепиновым рецепторам с различной комбинацией субъединиц. Например, бензодиазепины с высокой аффинностью к α1-субъединице обладают более выраженным снотворным эффектом, тогда как бензодиазепины с более высоким сродством к α2 и/или α3-субъединицам имеют хороший анксиолитический эффект. Кроме того, эффект бензодиазепинов зависит от дозы. По мере повышения дозы центральные эффекты появляются в следующем порядке: противосудорожный, анксиолитический, лёгкая седация, уменьшение концентрации внимания, интеллектуальное торможение, амнезия, глубокая седация, релаксация, сон:84.
Бензодиазепины также взаимодействуют с периферическими бензодиазепиновыми рецепторами, которые присутствуют в основном в периферической нервной системе, нейроглии. Эти периферические рецепторы структурно не связаны с ГАМКА-рецепторами. Они модулируют иммунную систему и принимают участие в реакциях организма на повреждение. Кроме того, бензодиазепины функционируют как слабые ингибиторы обратного захвата аденозина. Предполагают, что их противосудорожный, анксиолитический и миорелаксирующий эффекты могут быть частично опосредованы этим механизмом.

### Фармакокинетика
Различают 3 группы бензодиазепинов в зависимости от их периода полувыведения. Некоторые бензодиазепины, такие как диазепам и хлордиазепоксид, имеют длительно действующие активные метаболиты, метаболизирующиеся в десметил-диазепам. Десметил-диазепам имеет период полувыведения 36—200 часов, а флуразепам с основным активным метаболитом десалкилфлуразепам с периодом полувыведения 40—250 часов. Эти длительно действующие метаболиты — частичные агонисты.
- Бензодиазепины короткого действия имеют период полувыведения 1—12 часов. Они обладают некоторым остаточным эффектом, если принимаются перед сном, возобновление бессонницы может произойти после их отмены. Они могут вызвать симптомы отмены на следующий день в виде усиления тревожности при длительном использовании, хотя в целом аддиктивный потенциал у этих средств невысокий. К ним относят бротизолам, мидазолам, триазолам.
- Бензодиазепины средней продолжительности действия имеют период полувыведения 12—40 часов. Они могут иметь некоторый остаточный эффект в первой половине дня, если применяются как снотворное. Возобновление бессонницы, однако, чаще возникает при прекращении приёма бензодиазепинов средней продолжительности действия, чем длительного. Примеры: алпразолам, феназепам, эстазолам, флунитразепам, клоназепам, лорметазепам, лоразепам, нитразепам, темазепам.
- Бензодиазепины длительного действия с периодом полувыведения 40—250 часов. При их приёме есть риск накопления в пожилом возрасте и у лиц с тяжёлыми нарушениями функции печени, но они вызывают менее выраженные эффект «рикошета» и синдром отмены. Примеры: диазепам, гидазепам, медазепам, клоразепат, хлордиазепоксид и флуразепам.

## Применение
Бензодиазепины обладают седативным, снотворным, анксиолитическим, противосудорожным, миорелаксирующим и амнестическим эффектами и показаны при алкогольной зависимости, эпилептических припадках, тревоге, панических атаках, ажитации и бессоннице:189. Большинство из них принимают перорально, однако они также могут быть назначены внутривенно, внутримышечно или ректально.

### Панические расстройства
Благодаря своей эффективности, хорошей переносимости и быстрому началу анксиолитического действия бензодиазепины часто применяют для лечения тревоги, связанной с паническим расстройством. Однако существуют разногласия среди экспертов в отношении долгосрочного использования бензодиазепинов для лечения панического расстройства. Одни полагают, что бензодиазепины не эффективны при долгосрочном применении, другие — что они должны быть препаратами резерва для лечения резистентных случаев, так как они столь же эффективны при длительном применении, как селективные ингибиторы обратного захвата серотонина.
В руководствах Американской психиатрической ассоциации (АПА) отмечено, что в целом бензодиазепины хорошо переносятся и их использование для начального лечения панического расстройства доказано в многочисленных контролируемых исследованиях. АПА утверждает, что нет достаточных доказательств преимущества того или иного метода лечения панических расстройств. Выбор между бензодиазепинами, селективными ингибиторами обратного захвата серотонина, ингибиторами обратного захвата серотонина и норадреналина, трициклическими антидепрессантами или психотерапией должен быть основан на анамнезе заболевания пациента, его предпочтениях и других индивидуальных особенностях. Преимущество бензодиазепинов — более быстрое снятие симптома тревожности, чем у антидепрессантов. Недостаток при этом — возможность развития бензодиазепиновой зависимости.
АПА не рекомендует бензодиазепины для лиц с симптомами депрессии или недавним злоупотреблением психоактивными веществами. В руководствах АПА говорится, что, в общем, фармакотерапия панического расстройства должна быть продолжена не менее года и что клинический опыт показывает возможность продолжения лечения бензодиазепинами для предотвращения рецидивов. Хотя были подняты основные вопросы о развитии толерантности к бензодиазепинам и синдрома отмены, нет никаких доказательств значительного увеличения доз у пациентов, длительно получающих бензодиазепины. Для многих таких больных постоянные дозы бензодиазепинов сохраняют свою эффективность в течение нескольких лет.
Национальный институт здоровья и клинического совершенствования (NICE) Великобритании, составив систематический обзор, пришёл к иному выводу. Авторы обзора поставили под сомнение точность исследований, не являвшихся плацебо-контролируемыми, и на основе результатов плацебо-контролируемых исследований NICE не рекомендует использование бензодиазепинов более 2—4 недель, так как толерантность и физическая зависимость развиваются быстро, с возникновением симптомов отмены, включая восстановление тревожности, которые появляются после применения этих препаратов в течение 6 недель или более. Тем не менее, бензодиазепины продолжают выписывать для долгосрочного лечения тревожных расстройств, хотя в качестве препаратов выбора при этих расстройствах рекомендуются селективные ингибиторы обратного захвата серотонина в сочетании с когнитивно-поведенческой психотерапией, а также более новые препараты (ингибиторы обратного захвата серотонина и норадреналина, прегабалин). NICE считает, что длительное применение бензодиазепинов для лечения панического расстройства с или без агорафобии недопустимо, не имеет долгосрочной эффективности и поэтому не рекомендуется в клинических руководствах. Психологические методы лечения, такие как когнитивно-поведенческая терапия, рекомендуются в качестве терапии первой линии при панических расстройствах; было обнаружено, что бензодиазепины влияют на терапевтическую эффективность этих методов лечения.
Бензодиазепины обычно назначают перорально, однако в очень редких случаях лоразепам или диазепам могут вводиться внутривенно при лечении панических атак.

### Генерализованное тревожное расстройство
Бензодиазепины эффективны при краткосрочном лечении генерализованного тревожного расстройства (ГТР), но не показали свою эффективность при долгосрочном применении. По данным Национального института здоровья и клинического совершенствования, бензодиазепины могут быть использованы для быстрого купирования ГТР при необходимости. Однако они не должны назначаться на срок более 2—4 недель. Лишь антидепрессанты рекомендуются NICE для долгосрочного лечения ГТР.
Кроме того, Канадская психиатрическая ассоциация (КПА) рекомендует бензодиазепины алпразолам, бромазепам, лоразепам и диазепам только как препараты второй линии, если лечение двумя различными антидепрессантами оказалось неэффективным. Однако бензодиазепины могут быть использованы на короткий период времени для облегчения тревоги тяжёлой степени и ажитации. В руководствах КПА отмечается, что после 4—6 недель применения эффект бензодиазепинов может снизиться до уровня плацебо и что бензодиазепины менее эффективны, чем антидепрессанты, в борьбе с руминативным беспокойством, основным симптомом ГТР. Однако в некоторых случаях длительное лечение бензодиазепинами как дополнение к антидепрессантам может быть оправдано.

### Бессонница
Бензодиазепины могут применяться для кратковременного лечения бессонницы. Их использование более 2—4 недель не рекомендуется в связи с риском развития зависимости. Предпочтительно применение бензодиазепинов с перерывами и в минимально эффективной дозе. Они улучшают сон за счёт сокращения времени пребывания в постели перед сном, продлевая время сна и в целом уменьшая бодрствование. Однако они ухудшают качество сна, увеличивая период поверхностного сна и уменьшая время глубокого сна. К другим недостаткам снотворных средств, в том числе бензодиазепинов, относят возможное развитие толерантности к их эффектам, возобновление бессонницы, уменьшение периода медленного сна и развитие синдрома отмены, который характеризуется возобновлением бессонницы и длительным периодом беспокойства и волнения.
Для лечения бессонницы рекомендуются быстродействующие бензодиазепины с коротким периодом полувыведения, такие как триазолам, темазепам. Длительно действующие бензодиазепины, такие как нитразепам и диазепам, обладают остаточными явлениями, которые могут сохраняться на следующий день, и в целом не рекомендуются при бессоннице.
Остаётся неясным, будут ли новые небензодиазепиновые снотворные средства (Z-препараты) лучше, чем бензодиазепины короткого действия. Эффективность этих двух групп препаратов одинакова. По данным американского агентства по исследованиям и качеству в области здравоохранения (US Agency for Healthcare Research and Quality), косвенное сравнение показывает, что побочные эффекты бензодиазепинов могут возникать примерно в два раза чаще, чем небензодиазепинов. Это может сделать небензодиазепины предпочтительнее для долгосрочного лечения бессонницы. Однако NICE Великобритании не нашёл убедительных доказательств в пользу Z-препаратов. В обзоре NICE отмечается, что Z-препараты короткого действия неверно сравнивались в клинических испытаниях с бензодиазепинами длительного действия. Не было ни одного исследования, сравнивающего Z-препараты короткого действия с соответствующей дозой бензодиазепинов короткого действия. Исходя из этого, NICE рекомендовало выбирать снотворное средство на основе стоимости и предпочтения пациента.
Существует мнение, что долгосрочное использование снотворных средств и частое их выписывание связано с неоправданным риском, особенно для пожилых людей, и является вредным для здоровья населения в целом.

### Эпилептические припадки
Длительные судорожные эпилептические припадки — состояние, требующее неотложной медицинской помощи. Оно может быть купировано введением быстродействующих бензодиазепинов, которые являются мощными противосудорожными средствами. В условиях больницы внутривенно вводимые лоразепам (из-за более быстрого начала действия) и диазепам (из-за более длительного действия) являются препаратами выбора в такой ситуации. Вне больницы внутривенное введение не практикуется, и поэтому существуют способы ректального введения диазепама или (в последнее время) буккального (через щёку) введения мидазолама. Последний способ проще и социально более приемлем.
Когда впервые появились бензодиазепины, они были с энтузиазмом приняты для лечения всех форм эпилепсии. Однако сонливость и толерантость вызвали проблемы, связанные с их дальнейшим использованием, и в настоящее время препараты данной группы не считают препаратами выбора для долгосрочной терапии эпилепсии. Клобазам и клоназепам широко используются для лечения эпилепсии. Клобазам также полезен для очень краткосрочной профилактики припадков и при менструальной эпилепсии.
Отмена бензодиазепинов после длительного их применения при эпилепсии требует дополнительной осторожности из-за риска возникновения синдрома «рикошета» в виде возобновления припадков. Поэтому доза должна постепенно снижаться за период от шести месяцев или дольше.

### Абстинентный алкогольный синдром
Хлордиазепоксид — наиболее часто используемый бензодиазепин для детоксикации алкоголя, но диазепам, лоразепам, гидазепам, оксазепам, феназепам могут быть использованы в качестве альтернативы. Они используются для детоксикации организма людей, которые мотивированы бросить пить, и выписываются в течение короткого периода времени, чтобы уменьшить риск развития толерантности к бензодиазепинам и зависимости от них:275.
Бензодиазепины являются предпочтительным выбором при лечении алкогольного абстинентного синдрома, особенно для профилактики и лечения опасных осложнений, припадков и подавления тяжёлого делирия. Лоразепам — единственный бензодиазепин с предсказуемой внутримышечной абсорбцией, и он является наиболее эффективным в профилактике и лечении острых припадков.

### Другие показания
- Бензодиазепины назначают для премедикации (подготовки пациента к операции), чтобы уменьшить тревожность пациента и создать амнестический эффект[52]. Мидазолам — наиболее часто назначаемый препарат для этой цели из-за его выраженного седативного действия и быстрого времени восстановления, а также его растворимости в воде, которая уменьшает боль при инъекции. Также применяют диазепам и лоразепам. Лоразепам имеет особенно выраженное амнестическое действие, что делает его более эффективным, когда амнезия — желаемый эффект[31]:693.
- Их применяют в интенсивной терапии для успокоения пациентов, получающих искусственную вентиляцию лёгких[53].
- В качестве миорелаксантов применяют при лечении мышечных спазмов[31]:577–578, хотя часто развивается толерантность к их миорелаксирующему эффекту[54]. Баклофен[55] или тизанидин иногда используют в качестве альтернативы бензодиазепинам. Было установлено, что тизанидин лучше переносится по сравнению с диазепамом и баклофеном[56]. Клоназепам используют при лечении некоторых форм синдрома Туретта.
- На основе бензодиазепинов в Великобритании разработан заменитель алкоголя, дающий ощущение опьянения без вредных побочных эффектов, присущих алкоголю[57][58].

### В ветеринарии
Бензодиазепины применяются в ветеринарной практике как препараты выбора при лечении судорог, эпилептического статуса и столбняка, а также в качестве поддерживающей терапии при эпилепсии (в частности, у кошек). Они широко используются у мелких и крупных животных (лошадей, свиней, крупного рогатого скота, экзотических и диких животных) из-за их анксиолитического и седативного эффекта, в качестве премедикации, для индукции анестезии и в качестве дополнения к анестезии.

## Противопоказания
Из-за миорелаксирующего действия бензодиазепины могут вызвать угнетение дыхания. По этой причине они противопоказаны людям с миастенией, апноэ во сне, обструктивным бронхитом и ХОБЛ.
Бензодиазепины крайне нежелательно назначать в качестве монотерапии детям с предшествующим интеллектуальным дефицитом, нарушениями поведения:59. С осторожностью следует применять бензодиазепины у людей с расстройствами личности или умственной отсталостью из-за частых парадоксальных реакций. При депрессии они могут вызвать суицидальные склонности и иногда используются для суицидальных передозировок.
Люди, злоупотребляющие алкоголем, опиоидами и барбитуратами, должны избегать использования бензодиазепинов, так как есть риск опасных для жизни взаимодействий с этими веществами.

### Беременность и лактация
В США FDA бензодиазепины относят к категории D или X, что означает серьёзную опасность этих препаратов при беременности.
Применение бензодиазепинов во время беременности было связано с небольшим увеличением (с 0,06 до 0,07 %) риска волчьей пасти у новорождённых, однако в некоторых исследованиях не обнаружена связь между бензодиазепинами и развитием волчьей пасти. Их применение незадолго до родов также может привести к врождённой амиотонии, при этом у новорождённого возникает гипотония, гипотермия, вялость, трудности дыхания и кормления. Обычно дети с амиотонией поправляются без отдалённых негативных последствий.
Приём бензодиазепинов во время беременности может приводить к замедлению внутриутробного роста, снижению массы тела и уменьшению объёма головы у новорождённого. При этом к десятому месяцу жизни происходит нормализация массы тела, но объём головы и в возрасте 1,5 года остаётся меньше, чем у сверстников, чьи матери не принимали бензодиазепины во время беременности. Кроме того, применение бензодиазепинов связано с риском преждевременных родов.
Описаны случаи абстинентного синдрома у новорождённых, которые хронически подвергались действию бензодиазепинов внутриутробно. Этот синдром сложно распознать, так как он проявляется только через несколько дней после родов — например, через 21 день для хлордиазепоксида. Симптомы включают тремор, повышенный тонус мышц, гиперрефлексию, гиперактивность, рвоту и могут проявляться в течение 3—6 месяцев.
Если применение во время беременности бензодиазепинов необходимо, то следует выбирать более безопасные препараты, такие как диазепам или хлордиазепоксид, и не рекомендуются более вредные, такие как алпразолам или триазолам. Использование низкой эффективной дозы короткий период времени минимизирует риск для будущего ребёнка.
Приёма бензодиазепинов также следует избегать во время кормления грудью:54: эти препараты легко переходят в молоко и могут вызвать гипотонию, заторможенность и сонливость у новорождённых:172.

### Пожилые пациенты
Преимущества бензодиазепинов минимальны и риски выше в пожилом возрасте. Пожилые люди имеют повышенный риск развития зависимости и более чувствительны к побочным действиям, таким как проблемы с памятью, седативный эффект днём, нарушение координации движений и повышенный риск дорожно-транспортных происшествий и травматических падений. Эффекты длительного применения бензодиазепинов и бензодиазепиновая зависимость в пожилом возрасте могут напоминать слабоумие, депрессию или тревожные синдромы и прогрессировать со временем. Отрицательное действие на когнитивные функции (познание) может быть ошибочно принято за последствия старости. Бензодиазепины следует назначать пожилым с осторожностью и только в течение короткого периода в низких дозах. В пожилом возрасте предпочтительны бензодиазепины короткой и средней продолжительности действия, такие как оксазепам и темазепам. Сильные бензодиазепины алпразолам и триазолам и бензодиазепины длительного действия не рекомендуют в пожилом возрасте из-за увеличения побочных эффектов. Небензодиазепины, такие как залеплон и золпидем, и низкие дозы седативных антидепрессантов иногда используют в качестве альтернативы бензодиазепинам.
Бензодиазепины иногда назначают для лечения поведенческих симптомов деменции. Однако, как и у антидепрессантов, имеется мало данных относительно их эффективности, хотя антипсихотические препараты показали некоторую пользу. Способность бензодиазепинов ухудшать когнитивные функции, которая часто проявляется в пожилом возрасте, может, по некоторым данным, усугублять деменцию, хотя по другим данным их влияние на деменцию остаётся неясным.

## Побочные эффекты
Наиболее частые побочные эффекты бензодиазепинов связаны с их седативным и миорелаксирующим действием. К ним относят сонливость, головокружение, снижение внимания и концентрации. Нарушение координации может привести к падениям и травмам, особенно у пожилых людей. Это также может привести к ухудшению навыков вождения и повышению вероятности дорожно-транспортных происшествий. Также побочными действиями бензодиазепинов являются ослабление работоспособности, памяти, бессонница, тремор, кожные высыпания, чрезмерная прибавка веса, низкое артериальное давление, у пожилых — кратковременное состояние спутанности. При терапии высокими дозами бензодиазепинов возможен психофармакологический делирий.
Бензодиазепины могут обострять депрессивную симптоматику и увеличивать риск суицидального поведения. По данным клинических наблюдений и испытаний, при лечении бензодиазепинами больных с состояниями тревоги и паническими расстройствами в последующем у них могут возникать признаки депрессии.
Снижение либидо и нарушение эрекции — частый побочный эффект. Может возникнуть расторможенность (дезингибиция). Гипотония и угнетение дыхания могут возникнуть при внутривенном введении бензодиазепинов. При приёме бензодиазепинов возможны дизартрия, снижение сократимости миокарда и, как следствие, сердечного выброса, сосудорасширяющее действие (диазепам), замедление продвижения пищи по кишечнику (клоназепам, лоразепам).
Малораспространённые побочные эффекты включают в себя тошноту и изменения аппетита, ухудшение зрения, спутанность сознания, эйфорию, деперсонализацию и кошмарные сны. Описаны случаи токсичного поражения печени, но они возникают очень редко:183–189.
Возможны уменьшение частоты дыхания, снижение содержания кислорода в крови, эпизоды апноэ при парентеральном или ректальном введении:44.
Есть данные о том, что применение бензодиазепинов предположительно приводит к повышенному риску смертности. В хорошо проведённом когортном исследовании пациентов, средний возраст которых составлял 55 лет, было показано, что бензодиазепины и аналогичные препараты удваивают смертность.

### Парадоксальные эффекты
Иногда возникают парадоксальные реакции при приёме бензодиазепинов, такие как усиление судорог у пациентов с эпилепсией (учащение миоклоний, генерализованных приступов — особенно тонических:68; риск усиления судорог при приёме бензодиазепинов крайне низкий:144), агрессивность, импульсивность, раздражительность и суицидальное поведение. Эти реакции объясняют последствием расторможенности, то есть потери контроля над социально неприемлемым поведением. Парадоксальные реакции редки среди населения в целом — частота их возникновения составляет 1 %, что схоже с частотой при приёме плацебо. Тем не менее они происходят с большей частотой у наркоманов, людей с пограничным расстройством личности, у детей и у пациентов, принимающих бензодиазепины в высоких дозах. В этих группах импульсивное решение проблем, возможно, наиболее важный фактор риска расторможенности; нарушение способности к обучению и неврологические расстройства также создают значительный риск. В большинстве сообщений о растормаживании говорится о приёме высоких доз и сильнодействующих бензодиазепинов. Парадоксальные эффекты могут также появиться после хронического применения бензодиазепинов.

### Когнитивные эффекты
Кратковременное применение бензодиазепинов отрицательно сказывается на нескольких областях познания — наиболее заметным эффектом является препятствие формированию и консолидации воспоминаний о новом материале, и может возникать полная антероградная амнезия. Однако у исследователей существуют противоположные мнения об эффектах длительного применения. Некоторые из авторов считают, что многие из негативных краткосрочных эффектов продолжаются и при долгосрочном применении, могут даже усиливаться и что они не исчезают после прекращения приёма бензодиазепинов. Другие полагают, что когнитивные нарушения при хроническом приёме бензодиазепинов происходят только в течение короткого периода времени или что причина этих дефицитов — не сами препараты, а тревожные расстройства, обусловившие необходимость их приёма. Хотя научных данных по этому вопросу недостаточно, был проведён метаанализ 13 небольших исследований, который показал, что длительный приём бензодиазепинов связан с умеренными и тяжёлыми побочными эффектами, влияющими на все области познания, причём наиболее часто возникали нарушения зрительно-пространственной памяти. Возникали также снижение IQ, нарушение зрительно-моторной координации, обработки информации, словесной обучаемости и концентрации. Однако сами авторы метаанализа отмечают ограниченность его применения.

### Эффекты длительного применения
FDA не одобрило бензодиазепины для долгосрочного использования. Неблагоприятные эффекты длительного применения бензодиазепинов включают общее ухудшение физического и психического здоровья, которое, как правило, усиливается со временем. Побочные эффекты могут включать когнитивные нарушения, трудности с памятью, концентрацией внимания, а также аффективные и поведенческие проблемы. Нарушения могут сохраняться и у людей, которые прекратили принимать бензодиазепины. Могут возникать чувство смятения, трудности с конструктивным мышлением, потеря интереса к сексу, увлечениям, агорафобия и социофобия, повышение тревожности и депрессия, неспособность испытывать или выражать чувства, а также изменение восприятия себя, окружающей среды и отношений с другими людьми.
Также при длительном применении бензодиазепинов существует риск гиперпродукции бронхиального секрета (бронхорее), которая у соматически ослабленных пациентов может осложняться развитием хронического бронхита и воспаления лёгких:44.

## Синдром отмены

### Толерантность, зависимость и синдром отмены
Развитие толерантности и зависимости — основная проблема хронического приёма бензодиазепинов. Толерантность проявляется в виде ослабления фармакологических эффектов и развивается достаточно быстро к седативному, снотворному, противосудорожному и миорелаксирующему действиям бензодиазепинов. Толерантность к успокаивающему эффекту развивается более медленно, к амнестическому — в целом, по-видимому, не возникает. Однако существуют противоречивые сведения в отношении толерантности к анксиолитическому эффекту с доказательством того, что бензодиазепины сохраняют эффективность, противоположным доказательством на основе систематического обзора литературы, что толерантность возникает часто, и некоторыми доказательствами того, что тревожность может усилиться при длительном приёме. Вопрос о толерантности к амнестическому эффекту бензодиазепинов остаётся также неясным. Некоторые данные свидетельствуют о том, что толерантность развивается частично и «ухудшение памяти ограничено узким промежутком времени в течение 90 минут после приёма каждой дозы».
Способность бензодиазепинов вызывать формирование лекарственной зависимости широко описана в литературе. Проблема зависимости от бензодиазепинов и злоупотребления ими обусловлена в первую очередь неоправданно длительными курсами лечения. Начиная с 1990-х годов большинство международных и отечественных рекомендаций предлагают резко ограничить длительность лечения этими препаратами до 1 месяца или даже 1—2 недель для купирования острой тревожной симптоматики.
Прекращение приёма бензодиазепинов или резкое снижение дозы, даже после относительно короткого курса лечения (от трёх до четырёх недель), может привести к двум синдромам — «рикошета» и отмены. При синдроме «рикошета» вновь возникают симптомы, от которых больной лечится, но в более тяжёлой форме. Синдром отмены — новые симптомы, которые возникают при прекращении приёма бензодиазепина; это основной признак физической зависимости.

### Проявления и лечение синдрома отмены
Наиболее частые симптомы отмены бензодиазепинов: бессонница, нарушение работы желудка, тремор, возбуждение, страх, боли в мышцах, раздражительно-тревожное (дисфорическое) состояние. Могут возникать также тахикардия, лёгкая систолическая гипертензия, головная боль, раздражительность, повышенная потливость, деперсонализация, дереализация, повышенная чувствительность к стимулам, депрессия, суицидальное поведение, психоз, судороги и делирий. Тяжёлые симптомы обычно возникают в результате резкого или чрезмерно быстрого прекращения приёма. Другими факторами риска развития синдрома отмены, помимо резкого прекращения приёма, являются тип препарата (риск синдрома отмены выше при приёме мощных препаратов с коротким периодом полувыведения, таких как алпразолам, триазолам, лоразепам), длительность применения (со временем возрастает риск синдрома отмены), доза, диагноз (пациенты с паническими атаками в большей мере склонны к развитию синдрома), личностные особенности (пациенты с пассивно-зависимыми, истерическими, соматизированными и астеническими чертами более подвержены симптомам отмены).
Так как резкая отмена бензодиазепина может быть опасной, рекомендуют постепенное снижение дозы. Симптомы отмены могут возникнуть и при постепенном снижении дозы, но при этом они обычно менее выражены и могут сохраняться как проявление длительного абстинентного синдрома в течение нескольких месяцев после прекращения приёма бензодиазепинов. Примерно у 10 % пациентов наблюдают затяжной абстинентный синдром, который может сохраняться в течение многих месяцев, а в некоторых случаях год или дольше.
Медленная и постепенная отмена с учётом индивидуальных особенностей и, при необходимости, с психологической поддержкой — наиболее эффективный способ лечения синдром отмены. Этот синдром лучше корректируется при переводе физически зависимых пациентов на эквивалентные дозы диазепама, поскольку диазепам обладает самым длительным периодом полувыведения из всех бензодиазепинов, метаболизируется в длительно действующие активные метаболиты и доступен в виде слабодействующих таблеток, которые могут быть разделены на меньшие дозы. Преимуществом также является то, что он доступен в жидкой форме, и это позволяет снижать дозу ещё медленнее. Хлордиазепоксид, который тоже обладает длительным периодом полувыведения и длительно действующими активными метаболитами, может быть использован в качестве альтернативы.
Небензодиазепины противопоказаны при отмене бензодиазепинов, поскольку они обладают перекрёстной с бензодиазепинами толерантностью и могут вызывать зависимость. Алкоголь также обладает перекрёстной с бензодиазепинами толерантностью, более токсичен, и поэтому необходимо проявлять осторожность, чтобы избежать перехода одной зависимости в другую. При отмене следует избегать приёма фторхинолонов, так как они вытесняют бензодиазепинов от их сайта связывания и снижают функцию ГАМК, благодаря этому усугубляя симптомы абстиненции. Антипсихотические препараты не рекомендуют при отмене бензодиазепина, особенно клозапин, оланзапин или низкоактивные фенотиазины (например, хлорпромазин), потому что они снижают судорожный порог и могут ухудшить эффект абстиненции; при необходимости их приёма следует применять их осторожно.
Есть данные об эффективности когнитивно-поведенческой терапии при синдроме отмены бензодиазепинов: использование когнитивно-поведенческой терапии на этапе отмены этих препаратов существенно снижало проявления данного синдрома.

## Взаимодействие
В зависимости от пути метаболизма бензодиазепины можно условно разделить на две группы. Самая большая группа включает бензодиазепины, которые метаболизируются ферментами цитохрома P450 (CYP450) и обладают значительным потенциалом для взаимодействия с другими лекарственными средствами. Другая группа бензодиазепинов метаболизируется через глюкуронидацию (связывание с глюкуроновой кислотой) и в целом реже вызывает лекарственные взаимодействия. К таким препаратам относят, например, лоразепам, оксазепам и темазепам.
Многие препараты, в том числе оральные контрацептивы, некоторые антибиотики, антидепрессанты и противогрибковые препараты, ингибируют ферменты цитохрома P450 в печени. Они замедляют скорость выведения бензодиазепинов, которые метаболизируются CYP450, что приводит к накоплению препарата и увеличению побочных эффектов. С другой стороны, существуют препараты, которые индуцируют ферменты цитохрома Р450, такие как экстракт травы зверобоя, рифампицин и противосудорожные препараты карбамазепин и фенитоин, ускоряя выведение многих бензодиазепинов и уменьшая их действие. При употреблении вместе с бензодиазепинами алкоголя, опиоидов и других депрессантов центральной нервной системы происходит потенцирование их действий. Это часто приводит к усилению седативного эффекта, нарушению координации движений, подавлению дыхания и другие побочным эффектам, следствием чего может стать летальный исход. Пациентам, принимающим бензодиазепины, следует отказаться от алкоголя и от приёма таких лекарственных препаратов и наркотических средств, как другие транквилизаторы, снотворные, барбитураты, антигистаминные и противосудорожные средства, если они специально не назначены врачом.
При сочетании бензодиазепинов с антигипертензивными средствами наблюдается сильное снижение артериального давления. Сочетание бензодиазепинов с ингибиторами МАО может приводить к судорогам, выраженному седативному эффекту, агрессивности. При сочетании с противоэпилептическими средствами изменяется частота или тяжесть эпилептических припадков:196.
Существует мнение, что антациды могут замедлить поглощение некоторых бензодиазепинов.

## Передозировка

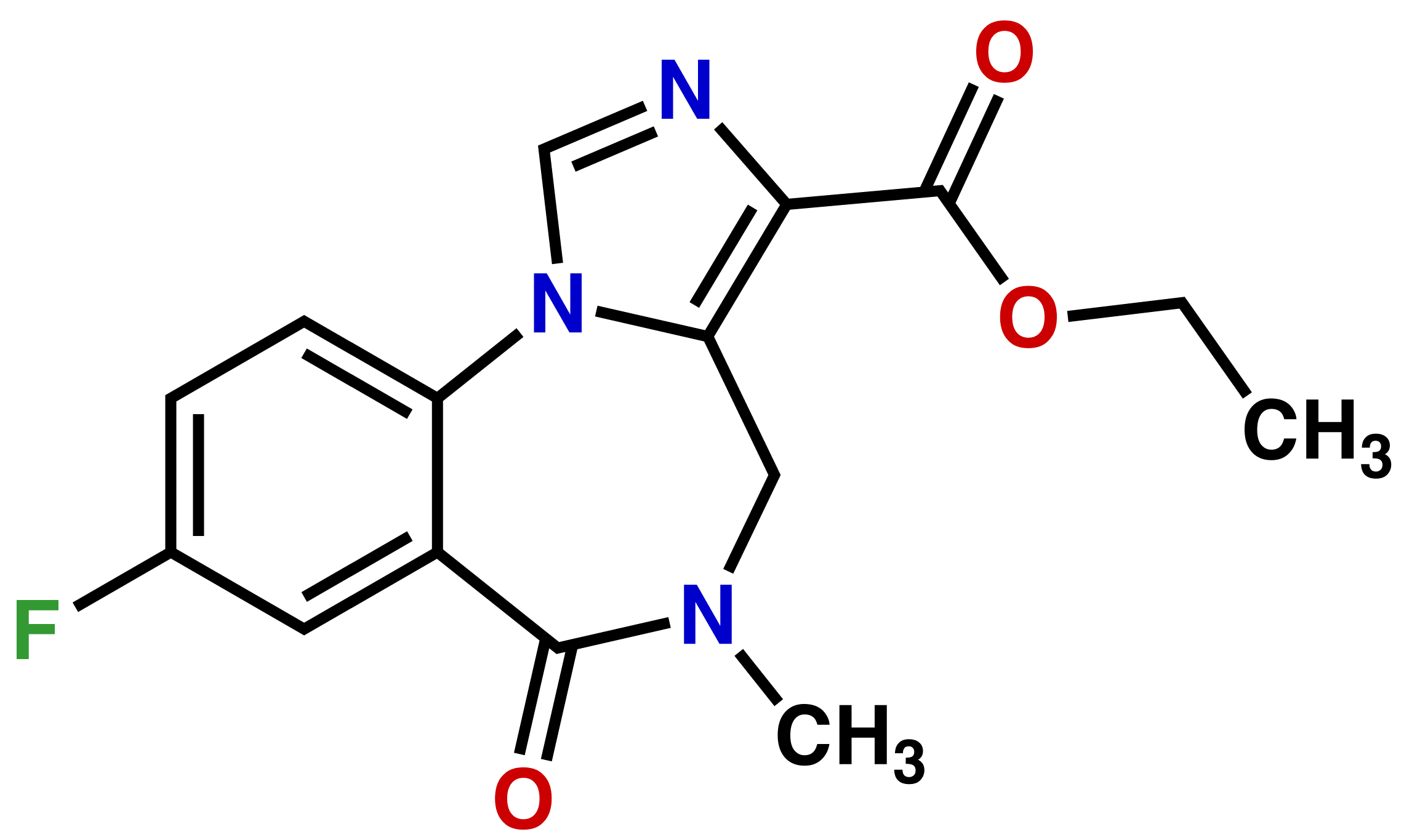
Химическая структура флумазенила.

Сами по себе бензодиазепины редко вызывают тяжёлые осложнения при передозировке; статистика в Англии показала, что бензодиазепины приводили к смерти в 3,8 % от всех случаев отравления одним препаратом. Однако сочетание этих препаратов с алкоголем, опиоидами или трициклическими антидепрессантами значительно повышает токсичность. Пожилые люди более чувствительны к побочным эффектам бензодиазепинов, и отравления могут проявиться лишь при их долгосрочном применении. Бензодиазепины различаются по степени токсичности; темазепам, как полагают, наиболее токсичен при передозировке и при сочетании с другими препаратами. Симптомы передозировки бензодиазепинов могут включать сонливость, невнятную речь, нистагм, гипотензию, атаксию, кому, угнетение дыхания и остановку сердца. Бензодиазепины гораздо безопаснее при передозировке по сравнению с барбитуратами.
Существует антагонист бензодиазепинов — флумазенил. Его рутинное применение в качестве антидота не рекомендуется, так как высок риск реседации и судорог. В двойном слепом плацебо-контролируемом исследовании 326 больных у 4 пациентов возникли тяжёлые побочные эффекты и у 61 % возникла реседация после использования флумазенила. Существует множество противопоказаний к его использованию. Он противопоказан пациентам с длительным применением бензодиазепинов в анамнезе, пациентам, принимающим вещества, которые снижают судорожный порог или могут привести к аритмии, и лицам с нарушением жизненно важных функций. Одно исследование показало, что только 10 % пациентов с передозировкой бензодиазепинов подходят для лечения флумазенилом. Пациентам с острыми отравлениями бензодиазепинами рекомендовано проведение энтеросорбции с целью снижения уровня экзотоксикоза.